# Qorlortorsuaq
Qorlortorsuaq (o Qordlortorssuaq) è un villaggio della Groenlandia di 8 abitanti (gennaio 2005). Si trova a 60°46'N 45°13'O; appartiene al comune di Kujalleq.